# Alcide Nunez
Alcide Patrick Nunez, znany także jako Yellow Nunez i Al Nunez (ur. 17 marca 1884 w Parafii St. Bernard, zm. 2 września 1934 w Nowym Orleanie) – amerykański klarnecista jazzowy.
Urodził się w St. Bernard Parish w rodzinie amerykańskich Isleño, jako dziecko wraz z rodziną przeprowadził się do Nowego Orleanu.
Na początku grał na gitarze, około 1902 roku zaczął grać na klarnecie. Szybko stał się jednym z czołowych klarnecistów w Nowym Orleanie. Był członkiem zespołu Papa Jack Laine, grał z Tomem Brownem.
Na początku 1916 przeniósł się do Chicago wraz z zespołem Stein Dixie Jass, który stał się bardzo popularny pod nazwą Original Dixieland Jass. Nunez opuścił grupę na krótko przed wydaniem przez nią pierwszej płyty. Potem występował z zespołem Toma Browna w Chicago, po czym przeniósł się do Nowego Jorku z zespołem Bert Kelly. W 1919 został członkiem zespół Louisiana Five Antona Lady. Louisiana Five szybko stało się jedną z najpopularniejszych grup muzycznych w Nowym Jorku, nagrywająca dla wielu wydawnictw płytowych.
W 1922 wrócił do Chicago gdzie występował z Kelly Stables w najpopularniejszych klubach nocnych miasta. Następnie powrócił wraz z rodziną do Nowego Orleanu. Do końca życia grał w wielu różnych zespołach, pracował także w policji.
Współczesny muzyk jazzowy Robert Nunez grający na tubie w Luizjańskiej Filharmonii jest jego prawnukiem.